# Gley Lancer
Gley Lancer (グレイ ランサー, Gurei Ransā, também conhecido como Advanced Busterhawk Gley Lancer) é um jogo eletrônico scrolling shooter de 1992 desenvolvido e publicado pela Masaya para o Sega Mega Drive.

## Jogabilidade
A jogabilidade em Gley Lancer é semelhante à maioria dos jogos shoot 'em up do Mega Drive.
Durante o jogo, a Gley Lancer pode alternar entre quatro velocidades diferentes. Isso é feito sempre em uma ordem de repetição 1-2-3-4-3-2, embora o ponto de partida possa ser escolhido nas opções do jogo. Ao atirar nos pods prata e azuis, o jogador pode pegar várias armas que assumem a forma das artilharias:
- Twin Shot: Dispara um fluxo rápido de pulsos duplos de energia azul. Arma básica.
- Laser: Dispara lasers brancos finos. Não é tão poderoso quanto o tiro duplo, mas perfura os inimigos e inflige vários ataques em grandes inimigos.
- 5-Way: Dispara um arco de cinco pulsos de energia púrpura. Embora o alcance seja excelente, ele sofre com uma baixa taxa de disparo - apenas uma salva de cada artilharia pode estar na tela de uma só vez.
- Burner: Dispara bolas de fogo de alcance moderado que podem rastrear ao longo de quaisquer superfícies sólidas que atingirem.
- Spread Bomb: Dispara bombas azuis cintilantes. As bombas têm baixa velocidade e taxa de disparo, mas criam explosões secundárias ao atingir uma superfície inimiga ou sólida.
- Saber: Gera um feixe contínuo de curto/médio alcance de energia púrpura.
- Bound Shot: Dispara um fluxo de pulsos rápidos de energia verde que refletem em superfícies sólidas.

O jogador pode ter até duas artilharias. Ambas as artilharias sempre terão a mesma arma, com power-ups subsequentes sobrescrevendo as duas.
Além disso, no início do jogo, o jogador escolhe uma das sete formações para usar nos motores que as artilharias estão montadas.
- Normal: As artilharias ficarão na mesma direção em que a nave está se movendo. Enquanto C é pressionado, o revestimento das artilharias é bloqueado, independentemente de como a nave se move.
- Reverse: Como a 'Normal', exceto que as artilharias enfrentarão a direção oposta do movimento do navio.
- Search: As artilharias apontarão automaticamente para o inimigo mais próximo. Pressionar C alternará entre as artilharias visando alvos iguais ou diferentes.
- Multi: Cada artilharia é restrita ao arco superior ou inferior de 180 graus da nave. O movimento horizontal fará com que as artilharias girem nessa direção. Embora isso impeça o fogo concentrado em qualquer direção, exceto as horizontais, permite o disparo em três direções. Segurar C, ou apenas mover-se verticalmente, manterá as artilharias mirando nas mesmas direções.
- Multi-R: Como a 'Multi', exceto que as artilharias girarão na direção oposta ao movimento horizontal da nave.
- Shadow: As artilharias imitam todos os movimentos da nave, seguindo uma curta distância atrás. No entanto, eles só podem disparar para a frente. Segurar C fixa suas posições em relação à nave.
- Roll: As artilharias constantemente giram em torno da nave a 180 graus um do outro. Normalmente, eles se afastam um do outro, resultando em um tipo de padrão de fogo espiral. Pressionar C alterna entre este e as artilharias, ambas disparando para frente.

## Enredo
A história é narrada através de ilustrações de painéis estilo mangá, semelhantes a Phantasy Star IV ou Gaiares. O manual da versão do Virtual Console inclui a tradução da voz e dos textos japoneses das primeiras narrações.
A história segue Lucia, uma piloto de caça de 16 anos na Federação da Terra. Uma guerra eclode entre humanos e uma raça alienígena desconhecida no ano de 2025. O pai de Lucia, Ken, um almirante de alto escalão da Marinha da Federação, é capturado depois que sua nave é retirada da zona de combate com quatro módulos alienígenas que têm a capacidade de teletransporte. Lucia, de coração partido depois de ouvir sobre o desaparecimento de seu pai, decide sequestrar o protótipo caça CSH-01-XA "Gley Lancer" com a ajuda de sua amiga Teim e ir atrás de seu pai.

## Desenvolvimento
O jogo foi lançado exclusivamente no Japão em 16 de julho de 1992. O jogo foi relançado no Wii Virtual Console no Japão em 26 de fevereiro de 2008, na Europa em 16 de maio de 2008 e na América do Norte em 21 de julho de 2008. Antes do lançamento no Virtual Console, um patch de tradução não oficial feito por fãs foi disponibilizado em inglês.
O jogo recebeu um relançamento físico em 2019.

## Recepção
Após o lançamento, Weekly Famitsu deu uma pontuação de 22 de 40. Nintendo Life deu ao jogo uma pontuação de 7/10.
A Eurogamer deu ao lançamento do Virtual Console uma pontuação de 4/10.